# European Democratic Education Community
Die European Democratic Education Community (EUDEC) (dt. Europäische Gemeinschaft für demokratische Bildung) ist ein gemeinnütziger Verein, dessen Ziel die Förderung demokratischer Bildung in Europa ist.

## Mitglieder
Es gibt 8000 Mitglieder aus 29 Ländern (Stand November 2018). Dies umfasst 44 Schulen mit etwa 7800 Schülerinnen und Schülern, 26 Gründungsinitiativen, zwei Institutionen sowie 400 Einzelpersonen. Viele von ihnen haben seit Jahrzehnten Erfahrung mit demokratischer Bildung wie zum Beispiel die  Kapriole in Freiburg (seit 1997), die Freie Schule Frankfurt (seit 1974) oder Summerhill (seit 1921).
Innerhalb der EUDEC sind Schüler auf allen Organisationsebenen aktiv: als individuelle Mitglieder, bei der Organisation und Durchführung von Konferenzen, der Planung und Umsetzung von Projekten und im Vorstand.

## Kooperationen und Aktivitäten
Der Verein kooperiert mit dem Bundesverband der Freien Alternativschulen und dem britischen Phoenix Education Trust.
Der Verein organisiert Konferenzen, Treffen und Seminare und unterstützt die Vernetzung von demokratischen Schulen, unter anderem durch Schulpartnerschaften und Schüleraustausche.
Der Verein sucht den Dialog mit Vertretern des staatlichen Bildungswesens in den europäischen Ländern ihrer Mitglieder. Zur Erleichterung des Informationsaustausches wurden regionale Chapters für Ungarn, Frankreich und Griechenland gegründet.
Der Verein kooperiert mit anderen europäischen Institutionen wie dem Europäischen Rat, der Europäischen Union im Rahmen des Erasmus-Programms, der Schweizer Union der Schülerorganisationen (USO) und dem Organising Bureau of European School Student Unions (OBESSU).
2016 nahm die EUDEC am World Forum for Democracy in Strassburg teil, zu welchem der Europäische Rat eingeladen hatte. 2018 nahm eine Mitgliedschule, die Netzwerk Schule (Berlin), gemeinsam mit zehn staatlichen Schulen aus unterschiedlichen europäischen Ländern an der Free to Speak; Safe to Learn – Democratic Schools for All Projektkonferenz teil, welche im Wergeland Centre auf Einladung des Europäischen Rats in Oslo stattfand.
Der Verein wurde in mehreren Publikationen zur inklusiven Pädagogik erwähnt.

## Geschichte
Von 2008 bis 2009 war der Verein ein offizielles Projekt der Weltdekade „Bildung für eine nachhaltige Entwicklung“ der Vereinten Nationen. Die Gründung des Vereins erfolgte am 16. Februar 2008, die Eintragung ins Vereinsregister im März 2009.
In diesem Zeitraum fand im Jahr 2008 vom 28. Juli bis zum 2. August in Leipzig die erste Konferenz mit dem Namen European Democratic Education Conference statt. Sie wurde wie der Verein mit EUDEC abgekürzt und von Mitgliedern der International Democratic Education Conference (IDEC) organisiert. Ein Motiv für die Organisation einer europäischen Konferenz war die Reduktion der hohen Reisekosten, welche mit einer Teilnahme an den internationalen Konferenzen verbunden sind, da die IDEC regelmäßig auch auf den nicht-europäischen Kontinenten stattfindet.
Die erste Konferenz wurde vom britischen Phoenix Education Trust unterstützt. Eröffnet wurde sie von Thomas Krüger, dem Präsidenten der Bundeszentrale für politische Bildung. Gastgeber war die Freie Schule Leipzig.
Die Konferenz findet seitdem jährlich in verschiedenen europäischen Ländern statt und trägt wesentlich zur europäischen Vernetzung und Koordinierung bei. In sie integriert ist die Mitgliederversammlung (des Vereins), welche alle zwei Jahre den sieben- bis elfköpfigen Vorstand und andere Projektverantwortliche wählt und über alle wichtigen Entscheidungen abstimmt.
Die Abkürzung IDEC@EUDEC bedeutet, dass die europäische und die internationale Konferenz für demokratische Bildung gemeinsam durchgeführt werden, die IDEC gewissermaßen zu Besuch bei der EUDEC ist. In der Regel steht das „C“ in EUDEC wie im Vereinsnamen für „Community“ (Gemeinschaft), gelegentlich aber auch für „Conference“ (Konferenz). So steht auf der Website der EUDEC zum griechischen Chapter (abgerufen am 6. April 2019) „We are also the organisers of EUDEC18 (European Democratic Education Conference).“

## EUDEC-Konferenzen
- 2008 – EUDEC-Konferenz, Leipzig, Deutschland – Gastgeber: Freie Schule Leipzig
- 2009 – EUDEC-Konferenz, Cieszyn, Polen
- 2010 – EUDEC-Konferenz, Roskilde, Dänemark – Gastgeber: Det Frie Gymnasium und Den Demokratiske Skole
- 2011 – IDEC@EUDEC-Konferenz Devon, River Dart Country Park England, 5. bis 14. Juli.
- 2012 – EUDEC-Konferenz, 28. Juli bis 5. August, Freiburg, – Gastgeber: Kapriole
- 2013 – EUDEC-Konferenz, 28. Juli bis 2. August, Soest, Niederlande[24]
- 2014 – EUDEC-Konferenz, 5. bis 8. August, Kopenhagen, Dänemark – Gastgeber: Det Frie Gymnasium
- 2015 – EUDEC-Konferenz, 1. bis 9. August, Warschau, Polen – Gastgeber: Fundacji Bullerbyn
- 2016 – IDEC@EUDEC, 6. bis 10. Juni, Mikkeli, Finland
- 2017 – EUDEC-Konferenz, Paris, Frankreich
- 2018 – EUDEC-Konferenz, Kreta, Griechenland
- 2019 – IDEC@EUDEC Kiew und Winnyzja in der Ukraine[25]
- 2020 – EUDEC-Bulgarien; abgesagt wegen der Corona-Epidemie; sie wurde durch eine Online-Mitgliederversammlung am 18. und 19. Dezember ersetzt[26]
- 2021 – EUDEC, 28. bis 20. Juni 2021, online[26]